# 笠松運動公園
笠松運動公園（かさまつうんどうこうえん）は、茨城県ひたちなか市、那珂市、那珂郡東海村にまたがる都市公園（運動公園）であり、公称所在地はひたちなか市である。茨城県が敷地・施設を保有し、公益財団法人茨城県スポーツ協会が指定管理者として管理を行っている。

## 概要
茨城県開発公社が工業団地として開発するために取得していた土地に、茨城県で開催された国民体育大会（水と緑のまごころ国体）の主会場として1974年に造成され、同年12月に一般供用が開始された。2002年には全国高等学校総合体育大会の会場となり、これに合わせて屋内水泳プール兼アイススケート場が完成した。このとき、管理事務所が那珂町（当時）からひたちなか市に移動した。造成の経緯から、園内施設はスポーツ用途のものが多いが、日本庭園や子供向けの遊具なども整備されている。
総面積は約56ヘクタールで、東京ディズニーランドに匹敵する。テニスコートや野球場などがある敷地の東側は、東海村船場地区にあたる。南側のひたちなか市佐和地区には屋内プールや自由広場があり、管理事務所もここに位置するため公園の住所はひたちなか市大字佐和となる。ほとんどの運動施設が立地する北西部分は那珂市向山地区であり、笠松の名はこの地区にある小字から来ている。ひたちなか市と東海村はともにひたちなか・東海広域事務組合消防本部・ひたちなか警察署の所轄であるが、那珂市は那珂市消防本部・那珂警察署の所轄となるため、施設により管轄する消防署・警察署が異なり、保健所も管轄も異なっている。
茨城県は2021年12月から新たに施設命名権の募集を行う施設を発表し、笠松運動公園も施設命名権の募集の対象となった（笠松運動公園屋内水泳プール兼アイススケート場では導入済み）。その後2022年4月より陸上競技場に命名権を導入することになった。

## 施設

### 陸上競技場（水戸信用金庫スタジアム）

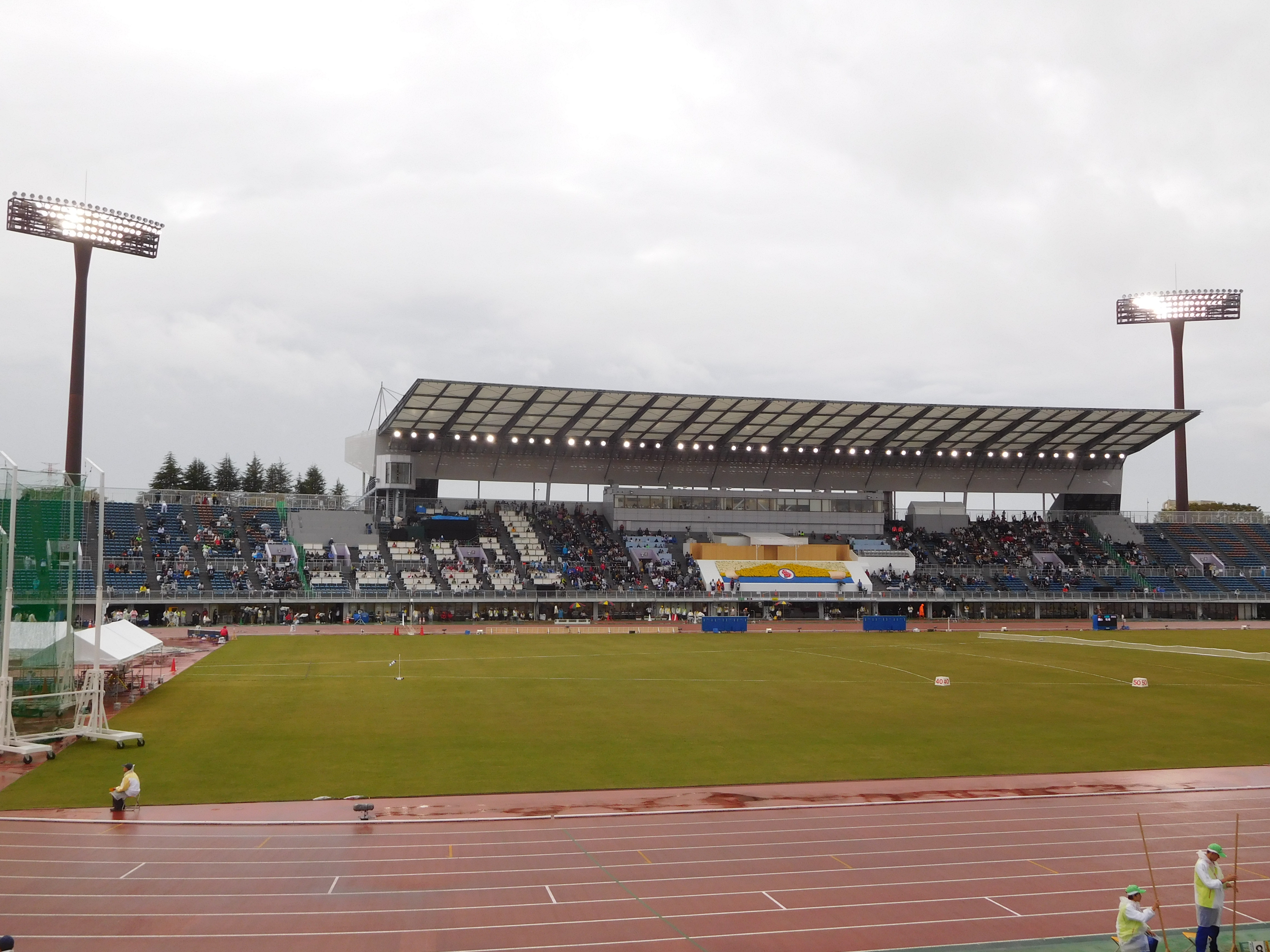
陸上競技場

日本陸上競技連盟第1種公認の陸上競技場である。かつてはJリーグの水戸ホーリーホックがホームスタジアムとして使用していた。

### 屋内水泳プール兼アイススケート場
国際公認プールと飛び込みプールを擁する屋内水泳施設である。秋季・冬季には一部がスケートリンクに切り替えられ、プリンスアイスワールドなどの行事も行われる。建物内には器具を備えたトレーニングルームもある。
2019年3月15日、同年4月1日より命名権募集で茨城県内でホームセンターなどを展開する水戸市千波町の株式会社山新がこれを取得し、新名称は「山新スイミングアリーナ」となった。契約期間は3年間。契約額は720万円となった。その後2022年4月に新たに3年契約を結んだ。契約料は以前と同額。
- メインプール
  - 50m×10コース（国際公認）
  - 観客席（3,006人収容）

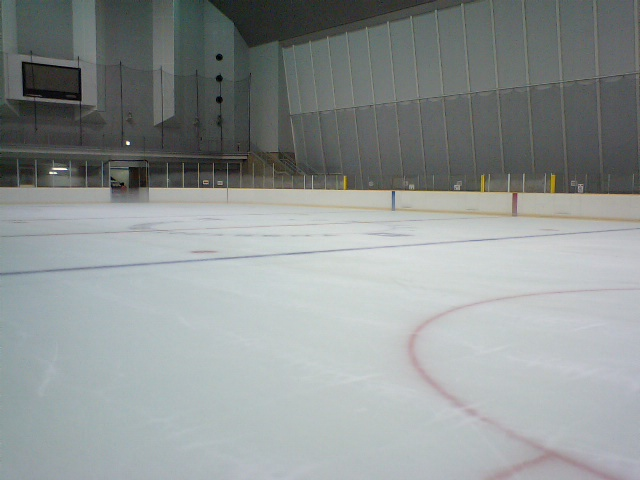
アイスアリーナ

  - 5月10日から8月31日までプールとして使用
  - 9月21日から3月31日までスケートリンクとして使用
- サブプール
  - 50m×8コース（公認）短水路としても使用可能
  - 観客席（448人、一部立ち見）
  - 年間を通して水泳に使用
- 飛び込みプール
  - 22m×25m、最大水深5m（国際公認）
  - 高飛び込み用飛び台3、飛び板飛び込み用板5
  - 5月10日から8月31日までプールとして使用
  - 9月21日から3月31日までスケートリンクとして使用
- トレーニングルーム

### 体育館
2200m2のメインアリーナと、620m2のサブアリーナからなる屋内体育施設。エントランス部には三角形に張り出した屋根があり、特徴的な外観を有する。5,580人収容可能で、日本バスケットボールリーグの公式戦やプロボクシング世界タイトルマッチの開催実績もある。

### 補助陸上競技場
- 日本陸上競技連盟第3種公認の競技場。
- トラック：400m×8レーン
- フィールド：106m×69m（天然芝）

### その他の施設

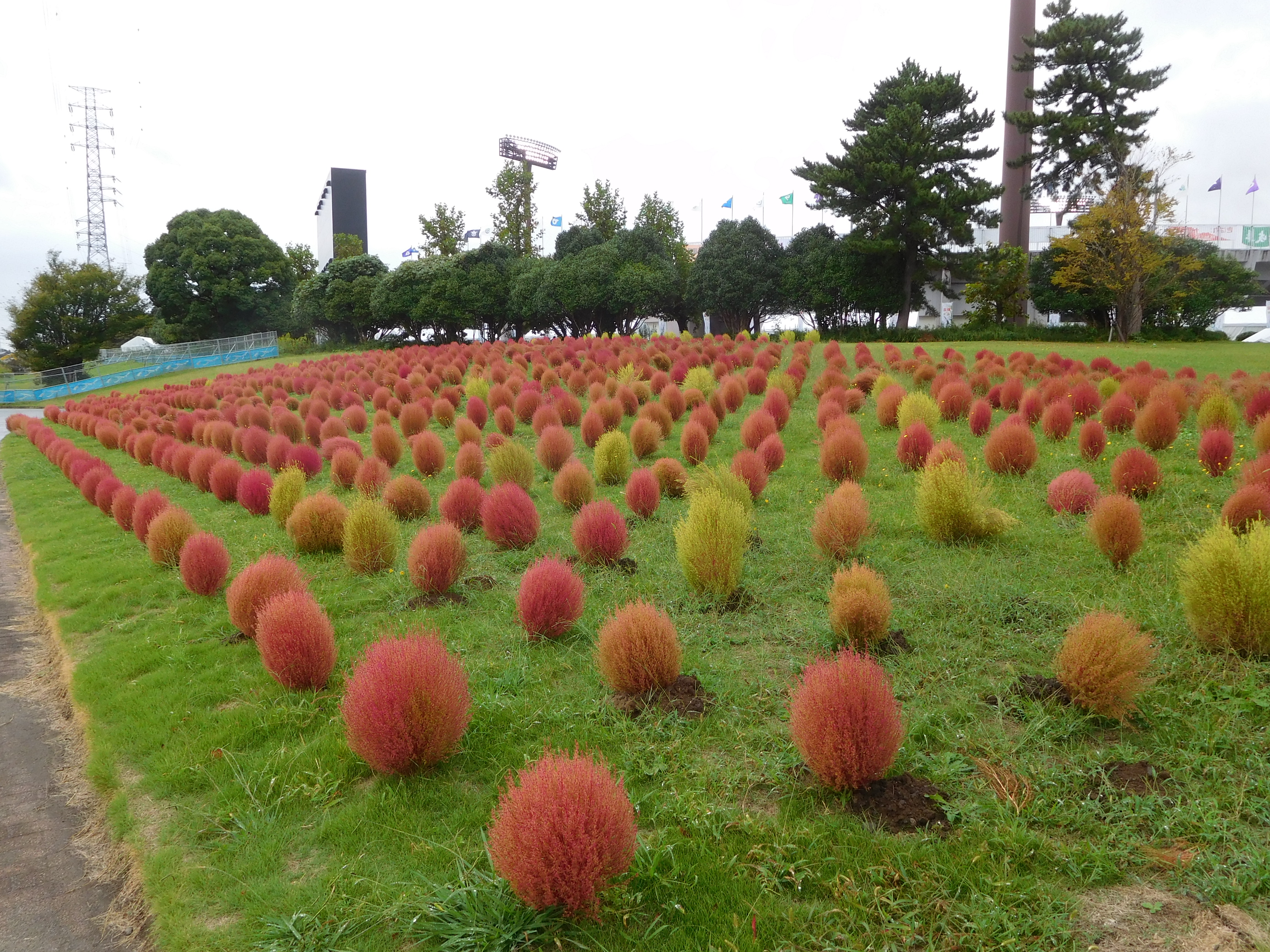
園内のコキア

- 野球場（2面）
- テニスコート（14面）
- 投てき場
- 登はん競技場
- 日本庭園
- 各種広場
- 調整池

## 交通

### バス
通常は運行本数が少ない。大規模イベントの際にはシャトルバスが運行される場合がある。
- 茨城交通系統[35]「笠松運動公園前」停留所
  - JR常磐線東海駅から約10分
  - 水戸駅から約30分

### 車
常磐自動車道那珂インターチェンジまたは日立南太田インターチェンジから約6km。国道6号沿いに位置する。駐車場は6か所あり、合計2,781台を収容する。